# Olbram ze Škvorce
Olbram ze Škvorce (zm. 1 maja 1402 prawdopodobnie w Pradze) – czeski szlachcic i duchowny katolicki, arcybiskup praski od 1396 roku.

## Życiorys
Olbram wywodził się z rodziny Olbramoviców, patrycjuszów osiadłych w Pradze, którzy pochodzili z Egeru. Jego ojcem był Menhart, sędzia w Nowym Mieście i zarządca wyszehradzki w latach 1373–1380, a matką była Katarzyna, siostra Jana z Jensztejna, arcybiskupa praskiego.
Olbram był kanonikiem kolegiaty św. Piotra i św. Pawła w Wyszehradzie. Studiował w Pradze, a następnie prawo na uniwersytecie w Bolonii. Po powrocie do Czech w 1379 r. z inicjatywy papieża został mianowany kanonikiem praskim. Dodatkowo jego stryj abp Jan z Jenštejna nadał mu godność prepozyta kapituły św. Apolinarego na Nowym Mieście w Pradze. W tym samym roku został kanclerzem księcia Jana Zgorzeleckiego, będąc do śmierci księcia w 1396 r. jego najbliższym współpracownikiem i przyjacielem.
Jan z Jenštejna rezygnując z funkcji metropolity praskiego zaproponował na to stanowisko swojego bratanka Olbrama z Škvorec, który uzyskał zgodę króla Wacława IV, a następnie 31 stycznia 1396 r. prowizję papieską. Jego konsekracja biskupia odbyła 2 lipca tego samego roku w katedrze św. Wita w Pradze.
Jako arcybiskup przeprowadził kilka synodów diecezjalnych. W 1398 r. sporządził nowy statut dla katedry w Pradze oraz rozszerzył statut klasztoru w Rudnicy, który miały być wiążący dla innych klasztorów augustianów w Czechach.
Relacje między nim a królem Wacławem IV układały się pomyślnie. Olbram reprezentował władcę w negocjacjach z królem Francji Karolem VI oraz pełnił rolę arbitra między zwolennikami i przeciwnikami króla.
12 sierpnia 1401 r. król w uznaniu dla jego zasług mianował go swoim regentem w razie swojej nieobecności. To zaszczytne zadanie sprawował bardzo krótko, ponieważ zmarł w następnym roku. Został pochowany w katedrze świętego Wita.